# Meyer Guggenheim
Meyer Guggenheim (1. února 1828, Lengnau – 15. března 1905, Palm Beach) byl americký podnikatel židovského původu narozený ve Švýcarsku. Zakladatel významné rodinné americké těžařské a kovozpracovatelské firmy, od roku 1891 nazývané Colorado Smelting and Refining Company, která poté, co v roce 1901 sfúzovala s American Smelting and Refining Company, po tři desetiletí dominovala americkému důlnímu průmyslu. Do USA odešel roku 1847. První firmu založil ve Filadelfii a zabývala se dovozem krajek z rodného Švýcarska. V osmdesátých letech vstoupil do důlního průmyslu, když získal podíl v měděných dolech v Coloradu. Nakonec do hutí a dolů investoval veškeré prostředky a skoupil doly i na Aljašce, v Bolívii, Chile i v Kongu. Měl sedm synů (a tři dcery), kteří převzali firmu, a řada z nich se věnovala filantropii. Šestý syn Simon v roce 1925 založil stipendium pro studenty studující v zahraničí (známé Guggenheimovo stipendium), čtvrtý syn Solomon založil mj. Guggenheimovo muzeum v New Yorku či Guggenheimovo muzeum v Bilbau ve Španělsku. Syn Benjamin se utopil při havárii Titanicu.